# Palau, Ý
Palau là một đô thị ở tỉnh Sassari trong vùng Sardinia, có khoảng cách khoảng 220 km về phía bắc của Cagliari và cách khoảng 30 km về phía tây bắc của Olbia. Tại thời điểm ngày 31 tháng 12 năm 2004, đô thị này có dân số 3.853 người và diện tích là 44,4 km².
Palau giáp các đô thị: Arzachena, Santa Teresa Gallura, Tempio Pausania.